# Шатр (Дордонь)
Шатр (фр. Châtres) — коммуна во Франции, находится в регионе Аквитания. Департамент — Дордонь. Входит в состав кантона От-Перигор-Нуар. Округ коммуны — Сарла-ла-Канеда.
Код INSEE коммуны — 24116.

## География

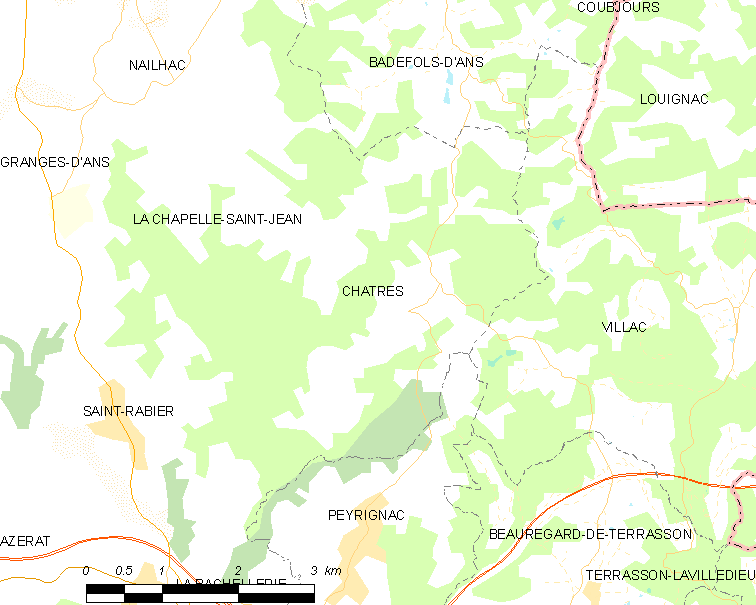
Карта коммуны

Коммуна расположена приблизительно в 420 км к югу от Парижа, в 145 км восточнее Бордо, в 38 км к востоку от Перигё.

### Климат
Климат умеренный океанический со средним уровнем осадков, которые выпадают преимущественно зимой. Лето здесь долгое и тёплое, однако также довольно влажное, здесь не бывает регулярных периодов летней засухи. Средняя температура января — 5 °C, июля — 18 °C. Изредка вследствие стечения неблагоприятных погодных условий может наблюдаться непродолжительная засуха или случаются поздние заморозки. Климат меняется очень часто, как в течение сезона, так и год от года.

## Население
Население коммуны на 2010 год составляло 184 человека.
| 1962 | 1968 | 1975 | 1982 | 1990 | 1999 | 2010 |
| ---- | ---- | ---- | ---- | ---- | ---- | ---- |
| 220  | 226  | 187  | 173  | 181  | 161  | 184  |

## Администрация
| Период | Период | Фамилия         | Партия       | Примечания           |
| ------ | ------ | --------------- | ------------ | -------------------- |
| ?      | 2004   | Макс Тибо       |              |                      |
| 2004   | 2020   | Бернадет Мерлен | беспартийный | протезист, пенсионер |

## Экономика
В 2010 году среди 100 человек трудоспособного возраста (15-64 лет) 71 были экономически активными, 29 — неактивными (показатель активности — 71,0 %, в 1999 году было 64,9 %). Из 71 активных жителей работали 60 человек (36 мужчин и 24 женщины), безработных было 11 (4 мужчины и 7 женщин). Среди 29 неактивных 4 человека были учениками или студентами, 10 — пенсионерами, 15 были неактивными по другим причинам.

## Достопримечательности
- Руины замка Артижас[5]
- Церковь Рождества Пресвятой Богородицы[6]

## Фотогалерея

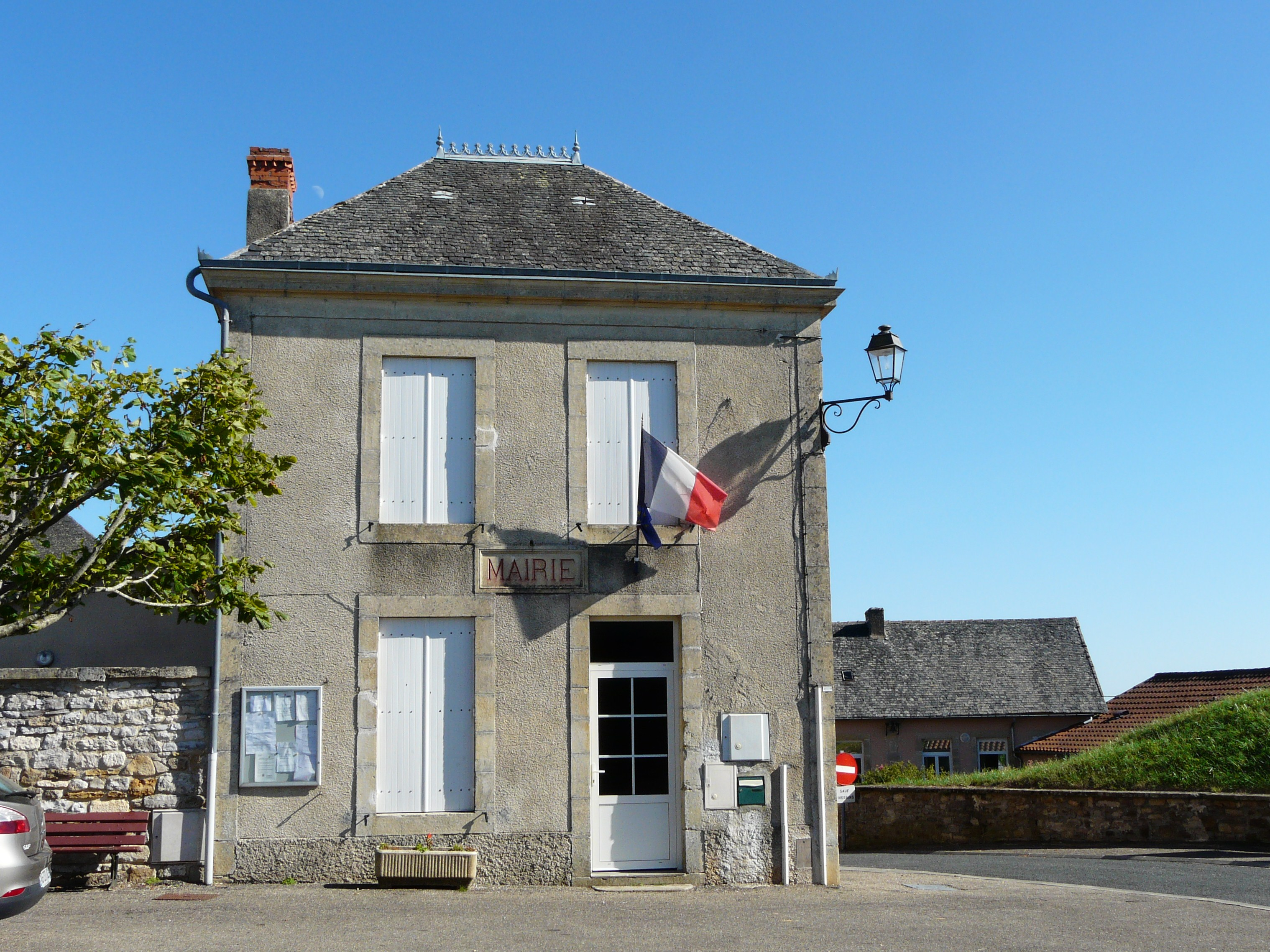
Мэрия
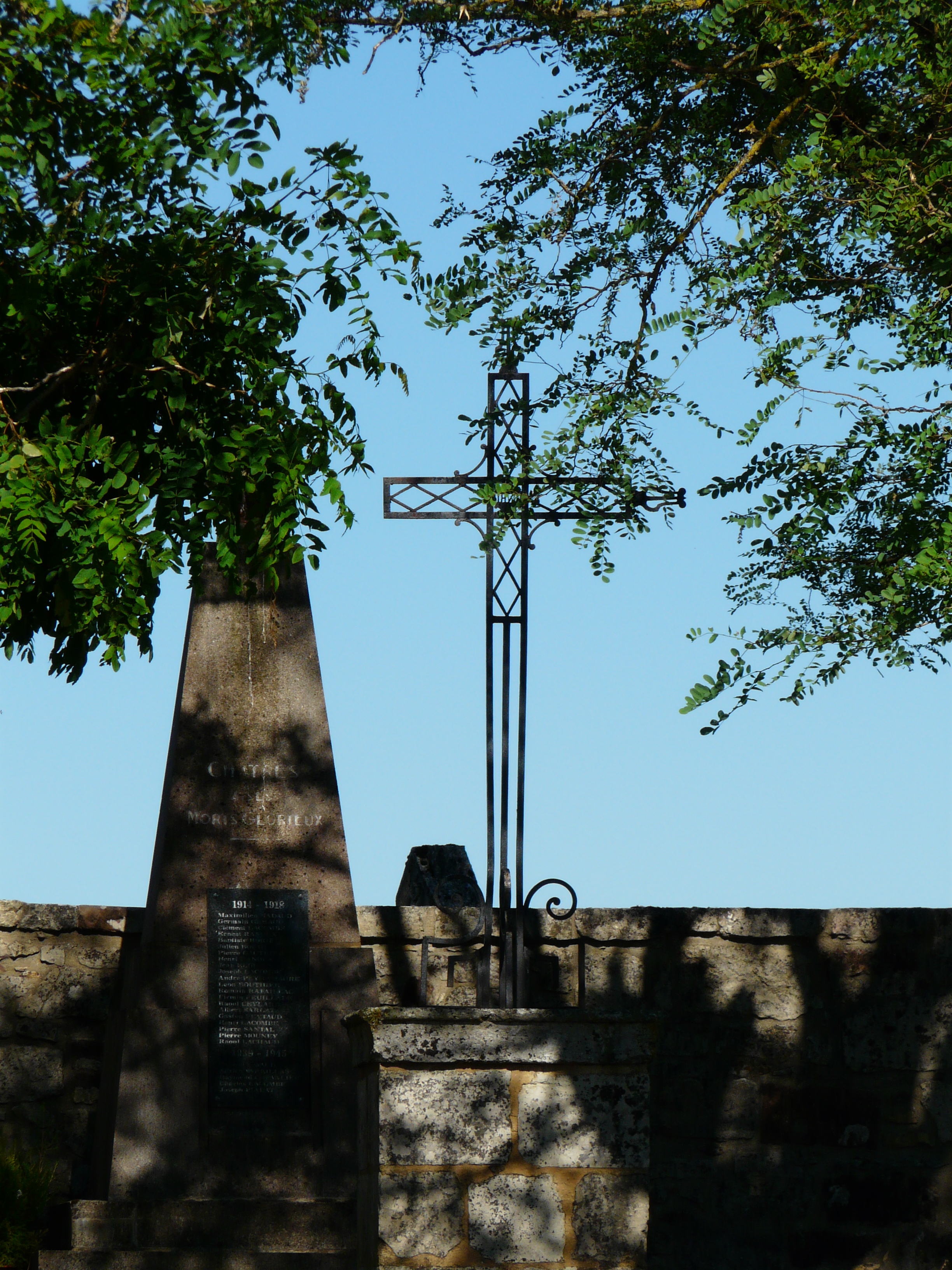
Крест и военный мемориал
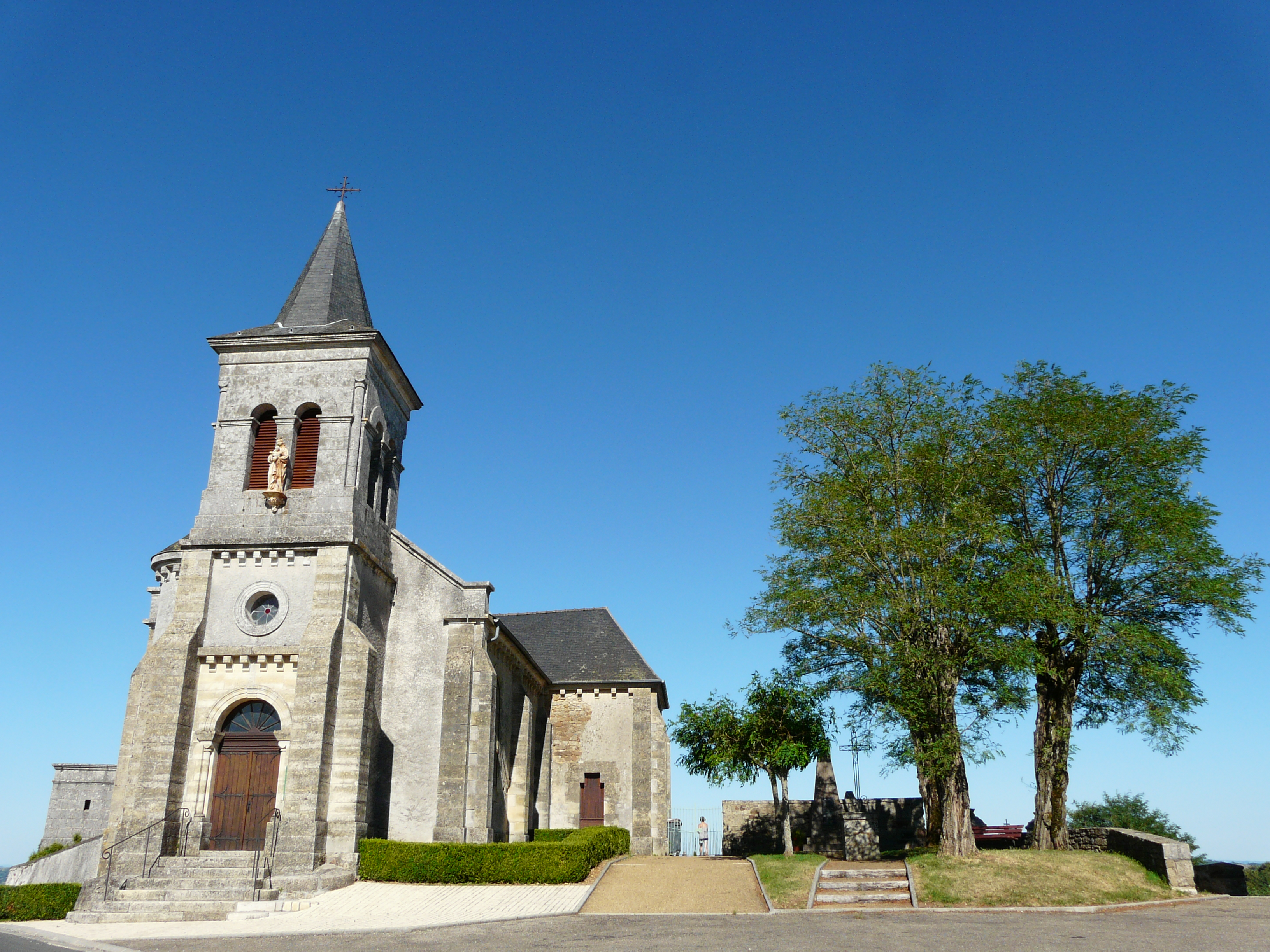
Церковь Рождества Пресвятой Богородицы